# Skene House

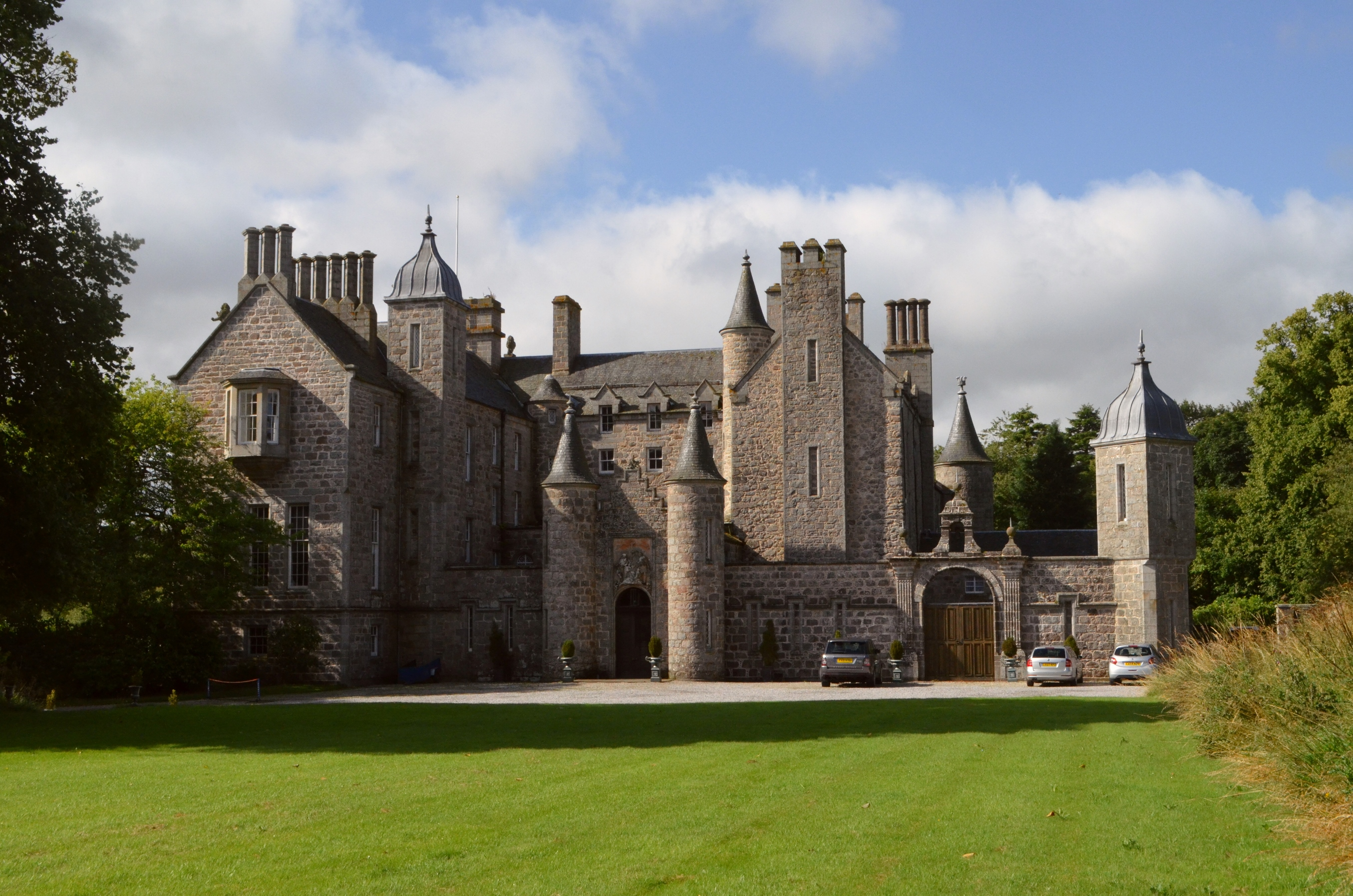
Skene House

Skene House ist ein Herrenhaus in der schottischen Streusiedlung Skene in der Council Area Aberdeenshire. 1971 wurde das Bauwerk in die schottischen Denkmallisten zunächst in der Kategorie B aufgenommen. Die Hochstufung in die höchste Denkmalkategorie A erfolgte 1996.

## Geschichte
Im Jahre 1318 schuf König Robert the Bruce das Baronat Skene für Robert Skene. Seine Nachfahren sollten die Ländereien bis 1827 halten. Um diese Zeit ließ Skene dort eines der größten Tower Houses Schottlands errichten. Außerdem handelt es sich vorgeblich um das erste mit Mörtel verfugte Steingebäude in Mar (entspricht in etwa dem heutigen Area Committee Marr). Ursprünglich mit drei überwölbten Kellern ausgeführt, wurde es 1680 umgebaut. Um 1745 wurde ein Südflügel hinzugefügt. Sein heutiges Ausmaß erhielt Skene House zwischen 1847 und 1850, als es für den Duke of Fife zum Herrenhaus erweitert wurde. Für den Entwurf zeichnet der 1847 verstorbene schottische Architekt Archibald Simpson verantwortlich. Überlieferungen zufolge arbeitete er bei seinem Ableben an diesem Entwurf. Das heute nicht mehr im ursprünglichen Zustand sichtbare Tower House ist Teil des Nordflügels.

## Beschreibung
Skene House steht isoliert nahe der Siedlung Lyne of Skene. Das drei- bis vierstöckige Haus ist an einen Hang gebaut. Es ist im Stile des Scottish Baronial gestaltet. Das einstige Tower House ist an der Nordseite in die Struktur integriert. Sein Mauerwerk besteht aus Bruchstein, während an anderen Gebäudeteilen auch teilweise Steinquadern genutzt wurden. In den Gärten befinden sich zwei Delfinbrunnen, Skulpturen sowie zwei mit jeweils drei Karyatiden gestaltete Blumenpodeste.